# 人民郵電出版社
人民郵電出版社（じんみんゆうでんしゅっぱんしゃ、略称：PTPress）は中華人民共和国工業情報化部が主管している比較的大きな出版社である。1953年10月1日に設立され、主に通信、電子、経済、管理、交通、計算機、児童向け図書及び雑誌を出版している。その中、計算機図書の小売市場のシェアで1位を記録した。子会社の中華人民共和国第一家合資出版公司童趣出版有限公司（デンマークのEgmont社との合資）は著名な児童向け図書の別称であり、「ミッキーマウス」の雑誌、「喜羊羊与灰太郎」系列の図書の出版量は比較的多い。
人民郵電出版社の子会社には"計算機図書出版分社"、"教育出版分社"及び"通信電子図書出版分社"がある。ほかに北京普華文化発展有限公司、北京図霊文化発展有限公司、北京新曲線出版諮詢有限公司等の合資会社を持つ。

## 基礎データ
- 設立：1953年10月1日
- 所在地：中華人民共和国北京市東城区夕照寺街14号
- 郵便番号：100061
- 産業：出版業
- 主要部門：計算機図書出版分社
教育出版分社
通信電子図書出版分社
通信標準図書出版中心
国際文献出版中心
《摩托車》雑誌
《集郵》雑誌
- 子会社：童趣出版有限公司
北京普華文化発展有限公司
北京図霊文化発展有限公司
北京新曲線出版諮詢有限公司